# Ruppach-Goldhausen
Ruppach-Goldhausen là một đô thị trong huyện Westerwald bang Rheinland-Pfalz thuộc nước Đức. Đô thị Ruppach-Goldhausen có diện tích 4,41 km², dân số là 1154 người (31/12/2006).